# Walter Fürst (Theologe)
Walter Fürst (* 13. Dezember 1940 in Stuttgart; † 21. Juni 2021 in Tübingen) war ein deutscher römisch-katholischer Seelsorger, Priester und Pastoraltheologe.

## Leben
Von 1961 bis 1965 studierte Walter Fürst Katholische Theologie an der Eberhard Karls Universität Tübingen sowie an der Ludwig-Maximilians-Universität München. 1966 trat er ins Priesterseminar der Diözese Rottenburg-Stuttgart ein. 1967/68 war er Diakon an der Dompfarrei St. Martin in Rottenburg am Neckar. 1968 wurde er zum Priester der Diözese Rottenburg-Stuttgart geweiht und war Vikar an St. Laurentius in Bietigheim sowie an St. Peter und Paul in Heilbronn. Von 1968 bis 1970 war er als Vikar an der Heilig-Geist-Kirche in Schorndorf tätig.
Von 1970 bis 1977 bekleidete er das Amt des Repetenten am Bischöflichen Hochschulkonvikt Wilhelmsstift in Tübingen. Fürst promovierte 1977 an der Katholisch-Theologischen Fakultät der Universität Tübingen mit einer Arbeit über das Theologie- und Wissenschaftsverständnis des Moral- und Pastoraltheologen Johann Baptist von Hirscher. Von 1977 bis 1980 war er Pfarrer in Tübingen-Bühl. Er arbeitete von 1977 bis 1984 in der Fort- und Weiterbildung von Pfarrern und Laientheologen der Diözese Rottenburg-Stuttgart. Von 1980 bis 1984 absolvierte er seine Habilitationsstudien unter pastoraler Mitarbeit in der Pfarrei St. Joseph und St. Martin in Herrenberg. Von 1983 bis 1985 war er Mitglied der Diözesansynode der Diözese Rottenburg-Stuttgart.
Im Jahre 1985 habilitierte Fürst sich für das Fach Pastoraltheologie an der Ludwig-Maximilians-Universität München mit der Arbeit „Praktisch-theologische Urteilskraft. Auf dem Weg zu einer symbolisch-kritischen Methode der Praktischen Theologie“. Im selben Jahr wurde er zum Professor an die Katholisch-Theologische Fakultät der Rheinischen Friedrich-Wilhelms-Universität Bonn für das Fach Pastoraltheologie berufen, drei Jahre später folgte die Berufung auf die Professur für Pastoraltheologie an der Katholisch-Theologischen Fakultät der Universität Bonn. 1989 wurde er Direktor des dort neuerrichteten Seminars für Pastoraltheologie.
Von 1985 bis 1993 vertrat Fürst die deutsche Sektion im Beirat der deutschsprachigen Pastoraltheologen. Seit 1985 war Fürst Mitglied in der Kommission 'Grundfragen der Pastoral' des Zentralkomitees der deutschen Katholiken. Von 1994 bis 1996 bekleidete Fürst das Amt des Dekans der Katholisch-Theologischen Fakultät der Rheinischen Friedrich-Wilhelms-Universität Bonn. Von 1997 bis 2001 war Fürst stellvertretender Vorsitzender der Konferenz der deutschsprachigen Pastoraltheologen und Pastoraltheologinnen e.V. Im Jahre 2006 wurde er emeritiert. 
Walter Fürst war der Bruder des Rottenburger Bischofs Gebhard Fürst. Er wohnte in Bondorf.  Fürst starb im Alter von 80 Jahren in Tübingen.

## Publikationen (Auswahl)
- Wahrheit im Interesse der Freiheit. Eine Untersuchung zur Theologie J. B. Hirschers (1788–1865) (= Tübinger Theologische Studien 15). Mainz 1979, ISBN 3-7867-0739-1.
- Praktisch-theologische Urteilskraft. Auf dem Wege zu einer symbolisch-kritischen Methode der Praktischen Theologie (= Studien zur Praktischen Theologie 32). Benziger, München 1986, ISBN 3-545-21532-6.
- zusammen mit Isidor Baumgartner: Leben retten. Was Seelsorge zukunftsfähig macht. Kösel, München 1990, ISBN 3-466-36076-5.
- zusammen mit Andreas Wittrahm, Ulrich Feeser-Lichterfeld und Tobias Kläden (Hrsg.): „Selbst die Senioren sind nicht mehr die alten ...“ Praktisch-theologische Beiträge zu einer Kultur des Alterns (= Theologie und Praxis 17). Lit, Münster 2003.
- zusammen mit Joachim Drumm und Wolfgang M. Schröder (Hrsg.): Ideen für Europa. Christliche Perspektiven der Europapolitik. (= Forum Religion & Sozialkultur [Abt. A] 9). Lit, Münster 2004, ISBN 3-8258-7609-8.
- zusammen mit Michael Meyer-Blanck (Hrsg.): Typisch katholisch – typisch evangelisch. Ein Leitfaden für die Ökumene im Alltag. cmz, Rheinbach; Herder, Freiburg Herder 2003; 3., überarbeitete und erweiterte Auflage 2009, ISBN 978-3-87062-144-5.
- zusammen mit Jürgen Werbick (Hrsg.): Katholische Glaubensfibel. cmz, Rheinbach; Herder, Freiburg 2004, ISBN 3-451-28484-7.
- zusammen mit Bruno Ernsperger, Michael Fischer, Max Himmel (Hg.): Kursbuch Pastoral. Leidenschaft für das Leben. cmz, Rheinbach; Schwabenverlag, Ostfildern 2006, ISBN 978-3-87062-083-7.